# Ford Mustang Mach-E
Ford Mustang Mach-E — купеобразный кроссовер от Ford с аккумуляторно-электрическим приводом. Впервые был представлен 17 ноября 2019 года в Лос-Анджелесе. Производится в Куаутитлан-Искальи (Мексика) и в Чунцине (Китай).

## История
Изначально машину предлагалось сделать на платформе от Ford Focus и назвать Ford Mach 1, как дань памяти об автомобилях Ford Mustang Mach 1, впервые произведённых в 1969 году, а также концепткара Ford Levacar Mach I.
Бронирование автомобиля было открыто со дня презентации в Лос-Анжелесе до конца декабря 2019 года, когда было подано 30 тысяч заявок на Mustang Mach-E First Edition. После этого приём заказов на электромобиль был возобновлён только 1 июля 2020 года.
Электромобиль производится на заводе в Куаутитлане в Мексике. Начало производства осложнялось проблемами с поставками аккумуляторов и микросхем. С октября 2021 года модель выпускается также на заводе Changan Ford в Чунцине в Китае для местного рынка. На 2023 год была запланирована производственная мощность в 200 000 автомобилей.
Поставки в США начались в декабре 2020 года, в первый год было продано около 50 000 машин. Весной 2021 года электромобиль появился в Европе. В ноябре 2022 года автомобиль был впервые ввезён для продажи в Россию по схеме параллельного импорта.
На Фестивале скорости в Гудвуде в июле 2023 года Ford представил Mustang Mach-E Rally, компания пообещала серийный выпуск модели. Серийная версия Rally была представлена в сентябре 2023 года. Кроссовер имеет два электромотора, по одному на каждой оси, и суммарную мощность 358 кВт (487 л.с.). Rally будет отличаться от обычного Mach-E увеличенным дорожным просветом и усиленной защитой нижней части. Модель можно будет заказать с весны 2024 года.

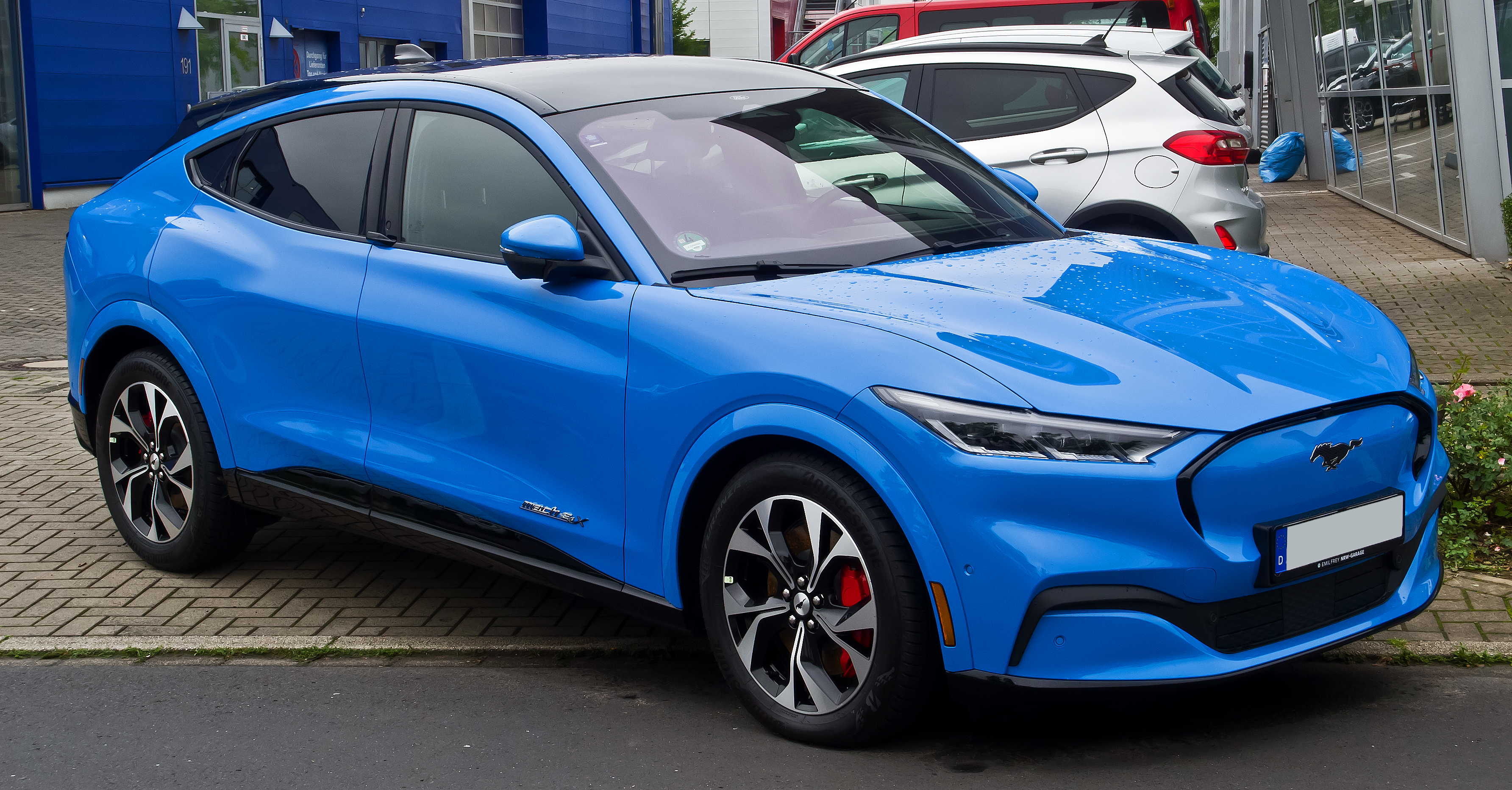
Mustang Mach-E First Edition
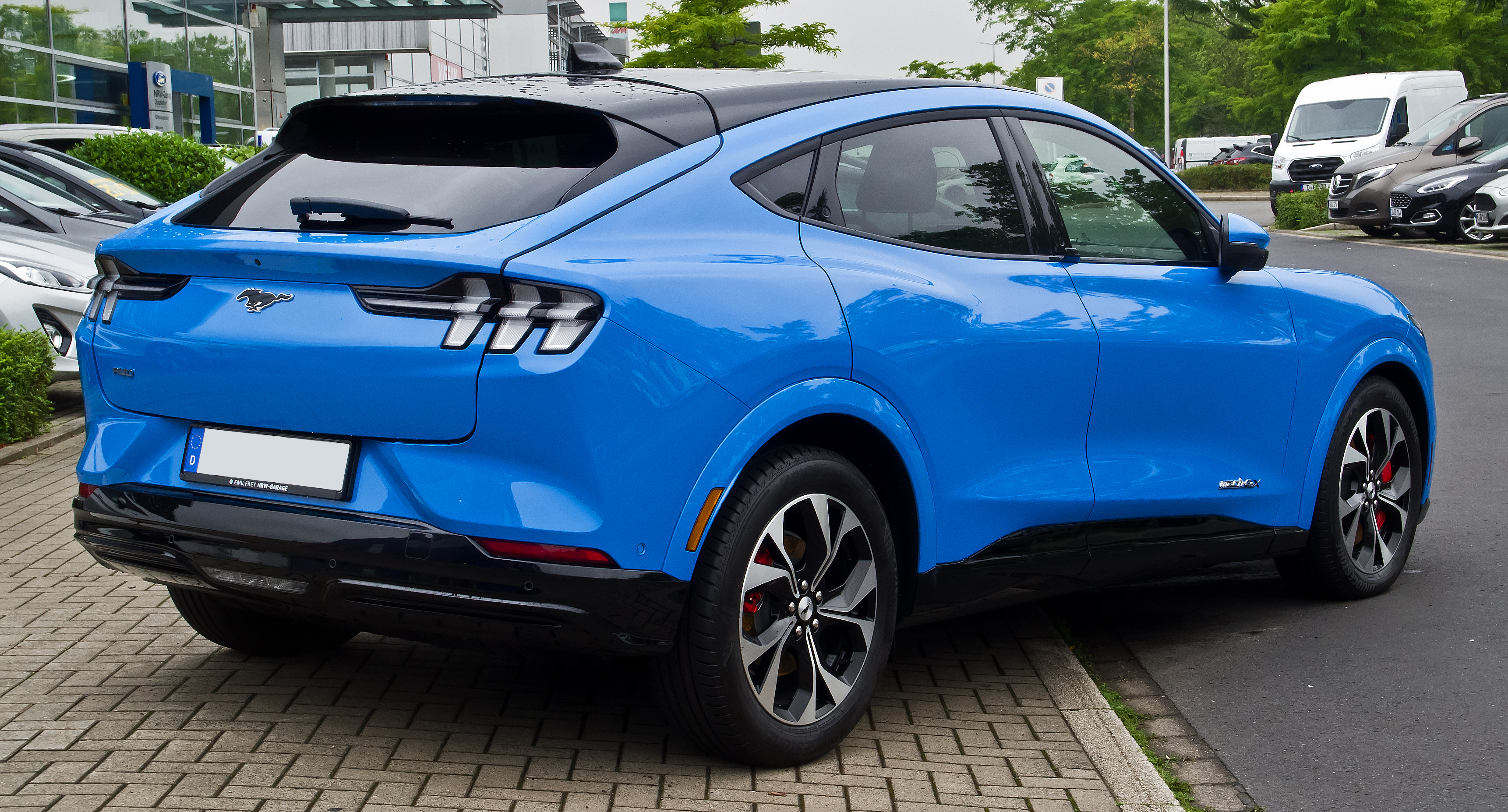
Mustang Mach-E First Edition
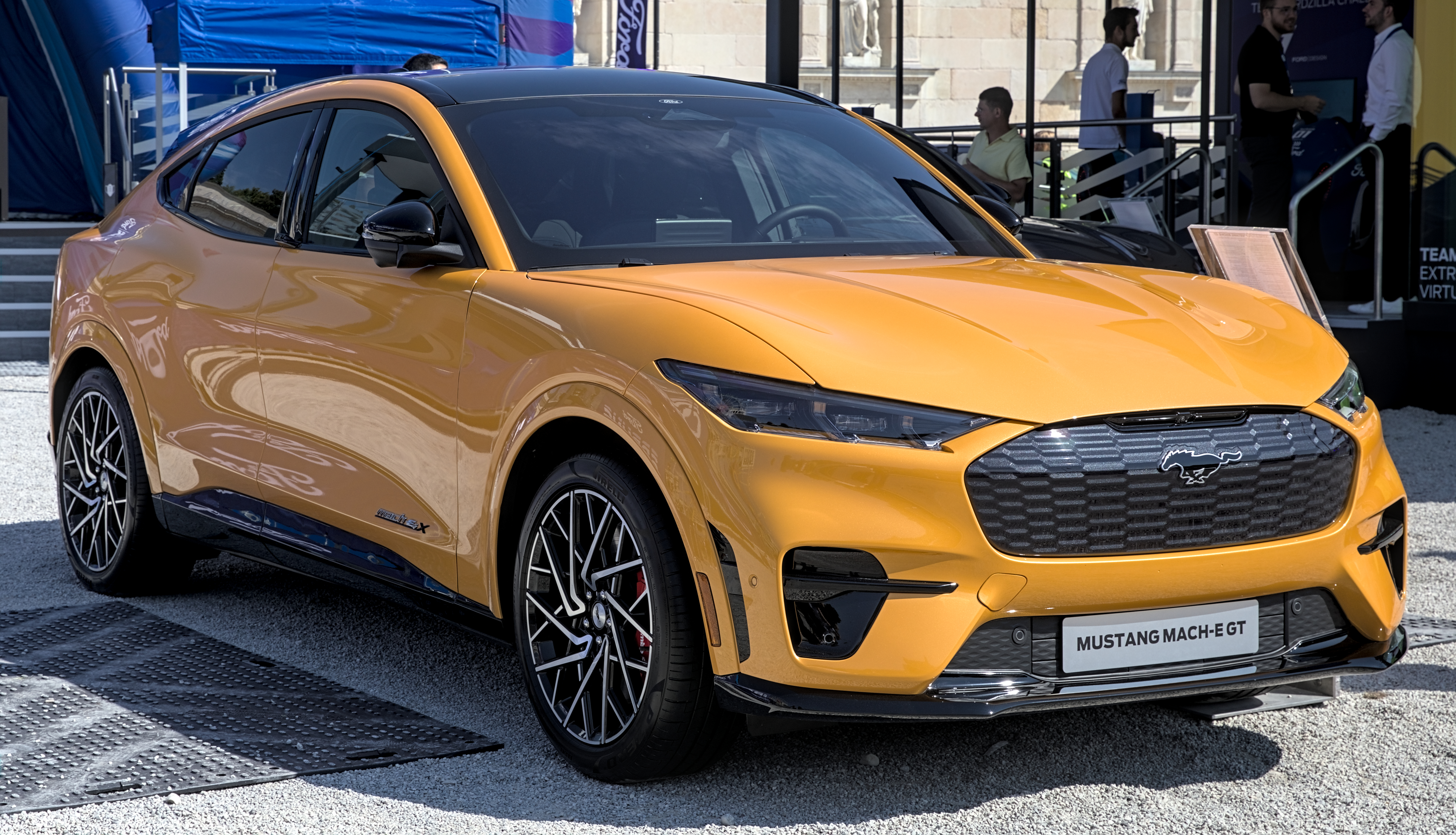
Mustang Mach-E GT
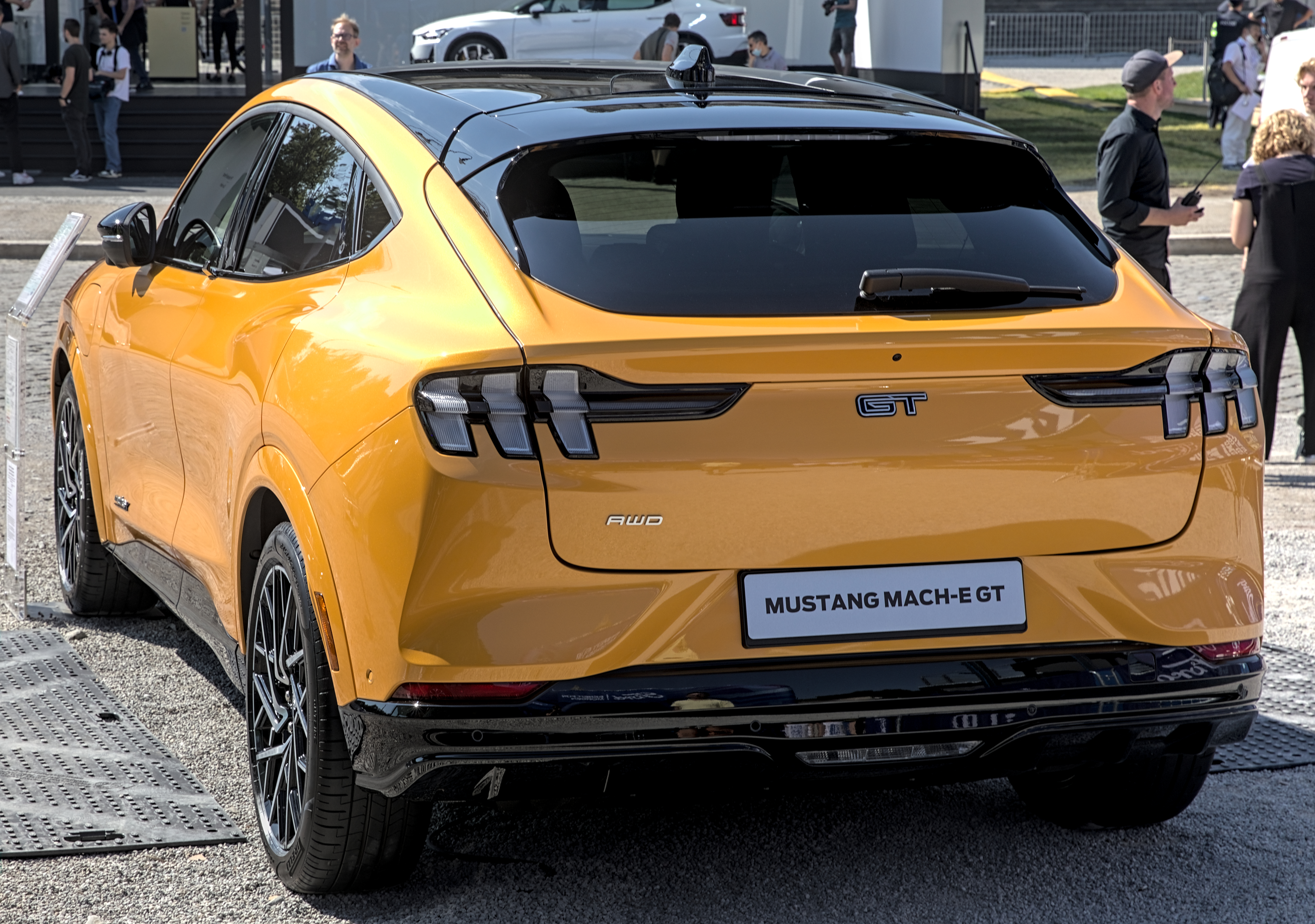
Mustang Mach-E GT
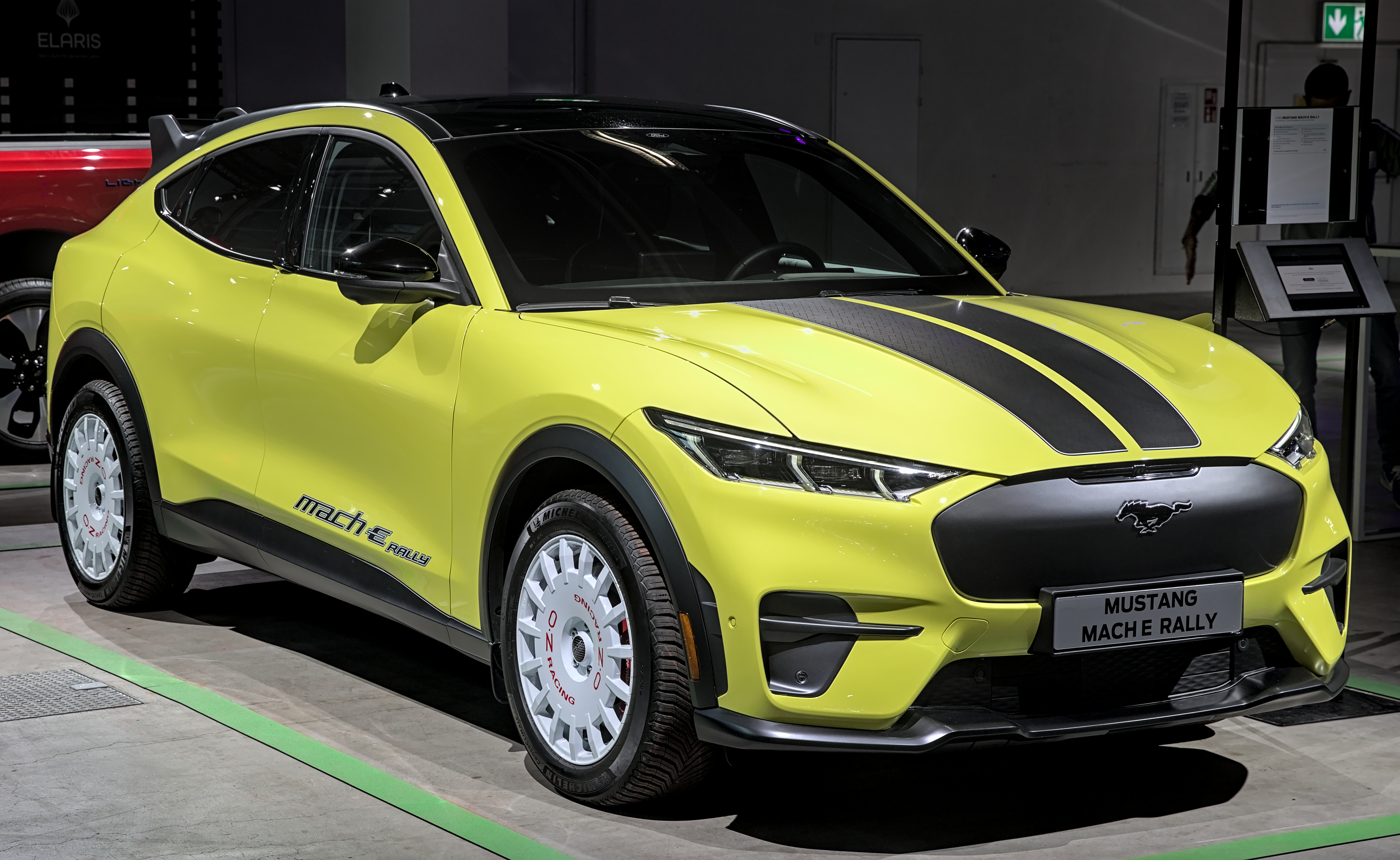
Mustang Mach-E Rally
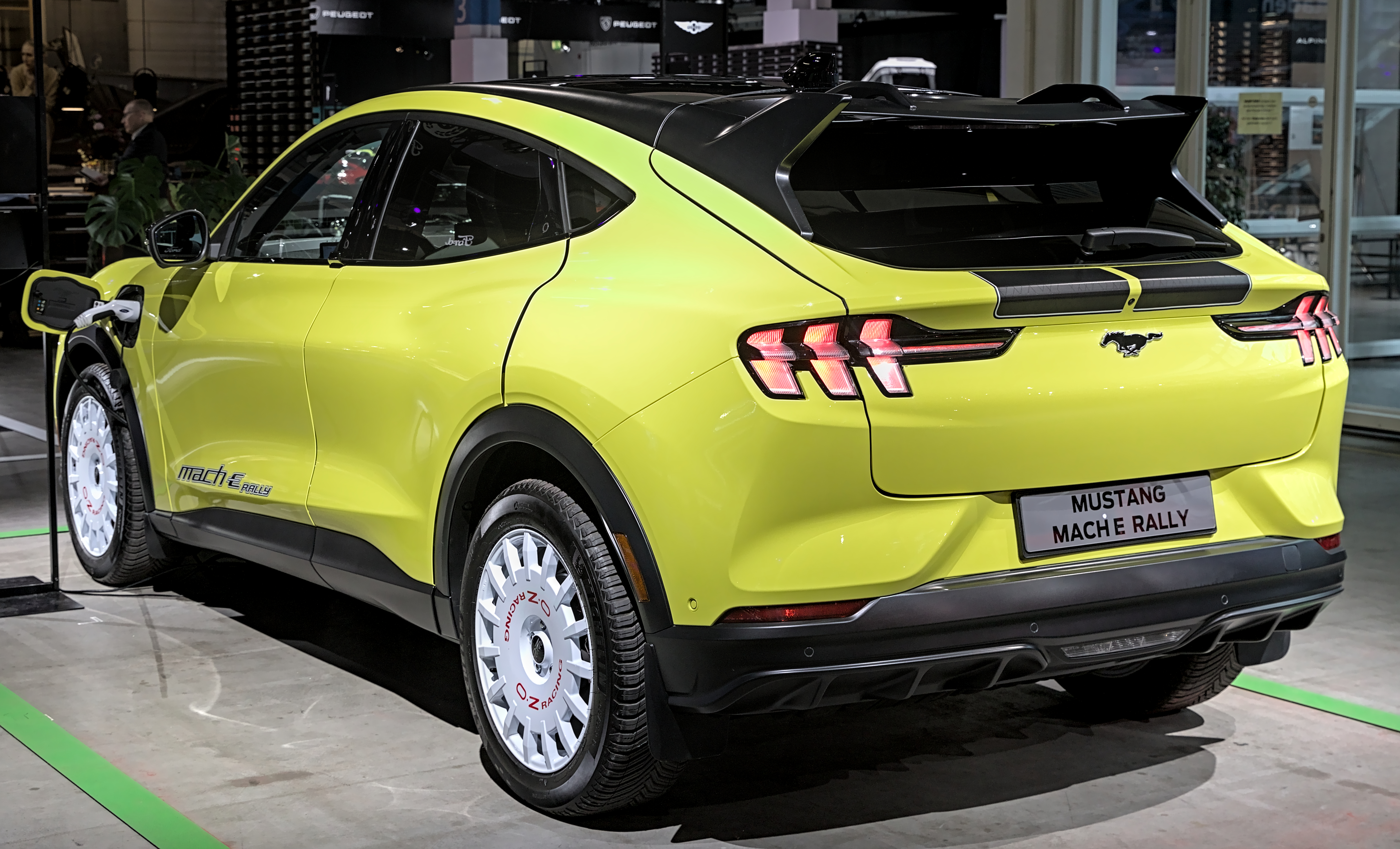
Mustang Mach-E Rally

## Технические характеристики
Автомобиль предлагается с двумя разными аккумуляторными батареями: базовая батарея (Standard Range) ёмкостью 75,7 кВтч, состоящая из 288 ячеек, и увеличенная батарея (Extended Range) ёмкостью 98,8 кВтч, состоящая из 376 ячеек. В США Ford предлагает гарантию на батарею сроком на восемь лет или 100 000 миль.
Классических дверных ручек больше нет, вместо них каждая дверь оснащена кнопкой, приоткрывающей дверь. Разблокировка происходит с помощью ключа, смартфона, кнопки внутри салона или небольшой клавиатуры на средней стойке. На приборной панели расположен монитор диагональю 25,9 см, а над центральной консолью — сенсорный экран диагональю 39,4 см (аналогично, как в Tesla Model S). Особенностью модели является встроенная поворотная ручка регулировки громкости. Обновление в марте 2023 года позволило владельцам Mach-E с помощью той же ручки регулировать температуру в салоне, скорость вентилятора, а также обогрев сидений.
|                                                 | Mustang Mach-E                | Mustang Mach-E Premium        | Mustang Mach-E Premium         | Mustang Mach-E Premium         | Mustang Mach-E GT              |
| ----------------------------------------------- | ----------------------------- | ----------------------------- | ------------------------------ | ------------------------------ | ------------------------------ |
| Компановка                                      | 1 электромотор, задний привод | 1 электромотор, задний привод | 2 электромотора, полный привод | 2 электромотора, полный привод | 2 электромотора, полный привод |
| Обозначение аккумуляторной батареи              | Standard Range                | Extended Range                | Standard Range                 | Extended Range                 | Extended Range                 |
| Ёмкость аккум. батареи (полная/для привода)     | 75,7 кВтч / 72,6 кВтч         | 98,8 кВтч / 91,0 кВтч         | 75,7 кВтч / 72,6 кВтч          | 98,8 кВтч / 91,0 кВтч          | 98,8 кВтч / 91,0 кВтч          |
| Максимальная мощность электродвигателей         | 198 кВт (269 л. с.)           | 216 кВт (294 л. с.)           | 232 кВт (315 л. с.)            | 258 кВт (351 л. с.)            | 358 кВт (487 л. с.)            |
| Долговременная (30 мин) мощность эл. двигателей | 100 кВт                       | 100 кВт                       | 139,6 кВт                      | 124 кВт                        | 200 кВт                        |
| Максимальный крутящий момент                    | 430 Н·м                       | 430 Н·м                       | 580 Н·м                        | 580 Н·м                        | 860 Н·м                        |
| Максимальная скорость                           | 180 км/ч                      | 180 км/ч                      | 180 км/ч                       | 180 км/ч                       | 200 км/ч                       |
| Ускорение 0-100 км/ч                            | 7,3 с                         | 7,0 с                         | 6,2 с                          | 5,8 с                          | 4,4 с                          |
| Расход энергии согласно WLTP на 100 км          | 17,8 кВт                      | 17,3 кВт                      | 19,6 кВт                       | 18,8 кВт                       | 21,2 кВт                       |
| Максимальный запас хода согласно WLTP           | 470 км                        | 600 км                        | 428 км                         | 550 км                         | 490 км                         |
| Вес                                             | 2179 кг                       | 2160 кг                       | 2276 кг                        | 2257 кг                        | 2348 кг                        |
| Время зарядки по перем. току (10-80 %, 11 кВт)  | 5:40                          | 7:10                          | 5:40                           | 7:10                           | 7:10                           |
| Время зарядки по пост. току (10-80 %, 150 кВт)  | 33 мин                        | 45 мин                        | 33 мин                         | 45 мин                         | 45 мин                         |